# Wilhelminapark 63 en 63A

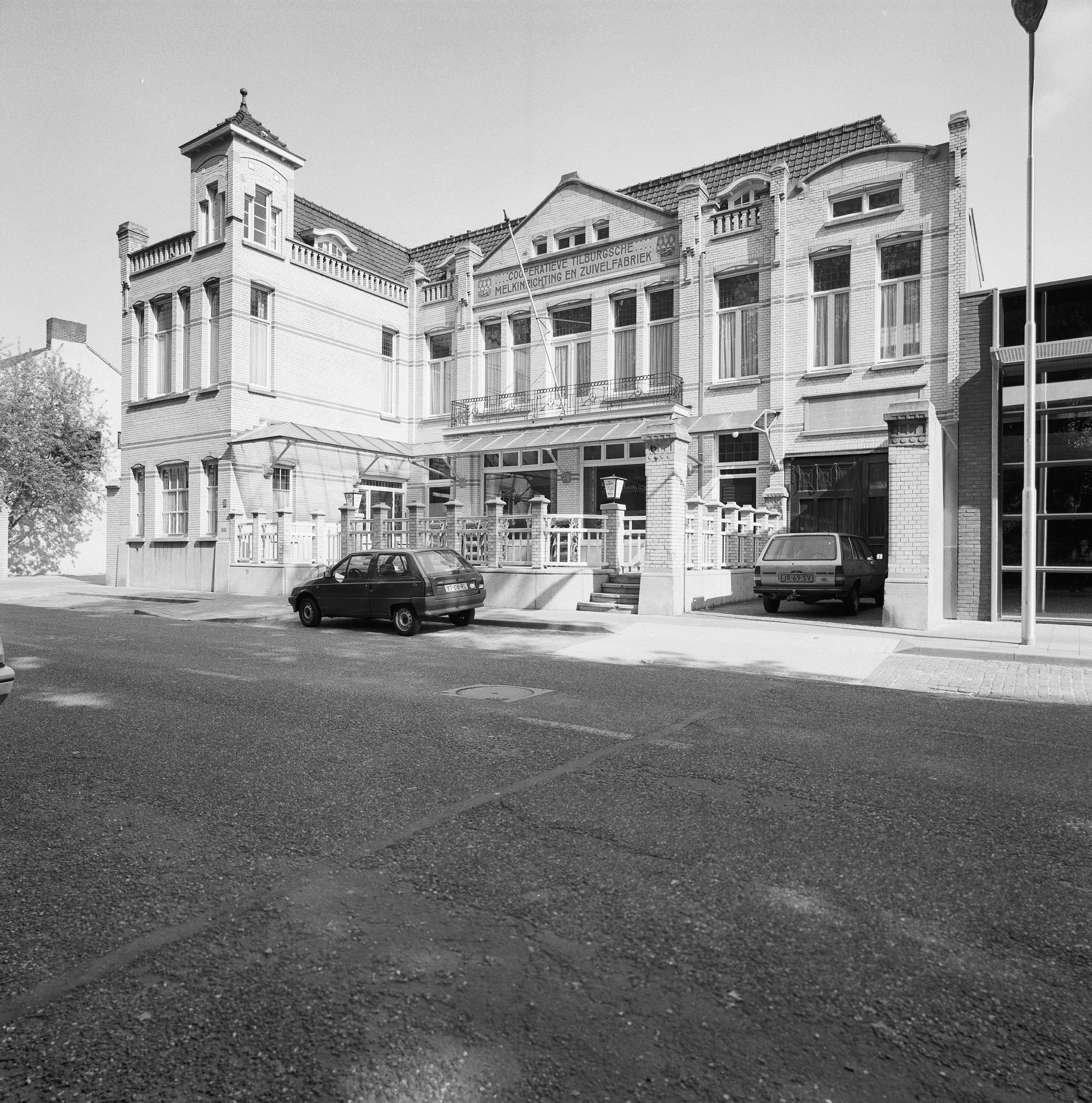
Het pand in 1996, een jaar na de verbouwing. Rechts het noordelijkste puntje van de Stedekestate

Wilhelminapark 63 en 63A vormen een pand in jugendstil aan het Wilhelminapark in de Nederlandse stad Tilburg. Het is in 1914 in opdracht van de Coöperatieve Tilburgsche Melkinrichting en Zuivelfabriek (C.T.M.) gebouwd als "melksalon met terras en directiewoning," naar ontwerp van de Tilburgse architect Jos Donders. Het gebouw kreeg in 2002 de status van rijksmonument en is opgenomen in het rijksbeschermd gezicht Wilhelminapark/Goirkestraat.

## Ligging
De fabriek werd dicht bij de noordelijke en oostelijke rand van de toenmalige stadsbebouwing opgetrokken, maar is in de loop van de jaren midden in de stad komen te liggen. Het fabrieksterrein was een iets afgeschuinde rechthoek. De schuine kant liep van de oostelijke punt van het Wilhelminapark tot aan de Mr. Stormstraat, zo'n vijftig meter. De lange kant strekte zich honderd meter langs de Mr. Stormstraat uit.
Het huidige gebouw, dat het kantoorgedeelte en de directiewoning van het complex omvat, staat bij de oostpunt van het Wilhelminapark, langs de zuidelijke weg van deze Kempische driehoek.

## Geschiedenis

### Oprichting en bouw
Het initiatief voor de bouw van een 'melkinrichting' kwam van artsen, omdat melk, die bij boeren gehaald of door melkboeren aan de deur gebracht werd, vaak aangelengd werd met vervuild water. In het algemeen was het water in en rond Tilburg van slechte kwaliteit, doordat de massaal aanwezige textielindustrie in Tilburg zijn chemicaliën ongezuiverd op het oppervlaktewater loosde, via zogenaamde blauwsloten. Centrale melkverwerking maakte kwaliteitsbewaking mogelijk.
In november 1913 schreef architect Donders in de krant de aanbesteding uit voor "het bouwen eener Melkinrichting, Zuivelfabriek, Melksalon, Directeurswoning en aanverwante werken aan het Wilhelminapark te Tilburg, voor rekening der Coöperatieve Tilburgsche Melkinrichting en Zuivelfabriek te Tilburg". Drie van de vijfentwintig biedingen kwamen van buiten de stad: uit Moergestel en duidelijk verder weg uit Oosterhout en Vught. Het werk is vermoedelijk gegund aan of verdeeld door meerdere aannemers, want de laagste bieders, H. Simons (50 756 gulden) en G. Schoonis (51 970 gulden), beiden uit Tilburg, waren aanwezig bij de opening.
Al in september 1914 kon de fabriek geopend worden. Deken Bots wijdde het complex in, waarna de heer Haans, voorzitter van de boerencoöperatie zijn leden, die door de stadsuitbreiding in de knel dreigden te raken, complimenteerde voor hun eensgezindheid en ondernemingsgeest. Burgemeester Raupp, die de openingshandeling verrichtte, bekritiseerde de vele melkboeren die de coöperatie links hadden laten liggen. Hij wees erop dat individueel belang en algemeen belang samen kunnen gaan en wenste de oprichters toe dat "velen, ja allen, gebruik zullen maken van uwe producten als zijnde van uiterste goede kwaliteit en hygiënische zuiverheid." Ook andere sprekers prezen de coöperatie en benadrukten het belang van hygiëne.

### Sluiting en verval
De C.T.M. werd in 1976 overgenomen door Campina, dat de Tilburgse activiteiten concentreerde op industrieterrein Loven in Tilburg Oost. De vestiging aan het Wilhelminapark, die door de uitbreiding van Tilburg midden in de stad was komen te liggen, werd in 1981 gesloten. Het pand werd verkocht aan de gemeente, die er appartementen wilde vestigen en later overwoog om er een gemeentelijke dienst te huisvesten. Hoewel het een gemeentelijk monument was, werd restauratie te duur gevonden. Het complex heeft lang leeggestaan en werd verwaarloosd. In het nog bestaande voorste deel woonden kraakwachten, de eigenlijke melkfabriek werd gebruikt door daklozen en drugsgebruikers. Ook de omgeving verloederde, waarbij het Wilhelminapark, dat tot de restauratie van 1996 een vrijwel gesloten kraag van struiken had, werd gebruikt voor drugsdeals en straatprostitutie.

### Herbestemming
In 1994 en 1995 is het bouwvallige pand gekocht door particulieren, die het verbouwd en gerestaureerd hebben. Volgens eigen opgave betaalden zij er 225 000 gulden voor en eenzelfde bedrag voor de restauratie. Zij gebruiken de bovenverdieping als woonhuis (nr. 63) en openden beneden een restaurant. Dat heeft maar kort bestaan, daarna kwam de benedenverdieping opnieuw leeg. In 2000 werd daar op nr. 63A Galerie Via Venezia gevestigd, gespecialiseerd in glaskunst.
Tijdens de restauratie is de eigenlijke fabriekshal gesloopt. Het fabrieksterrein ten westen van die hal was voor een groot deel in 1992 en 1993 al bebouwd door Vereniging Volkshuisvesting Tilburg, de latere TIWOS. Rondom de nieuw aangelegde Stedekehof verrees daar het appartementencomplex Stedekestate.

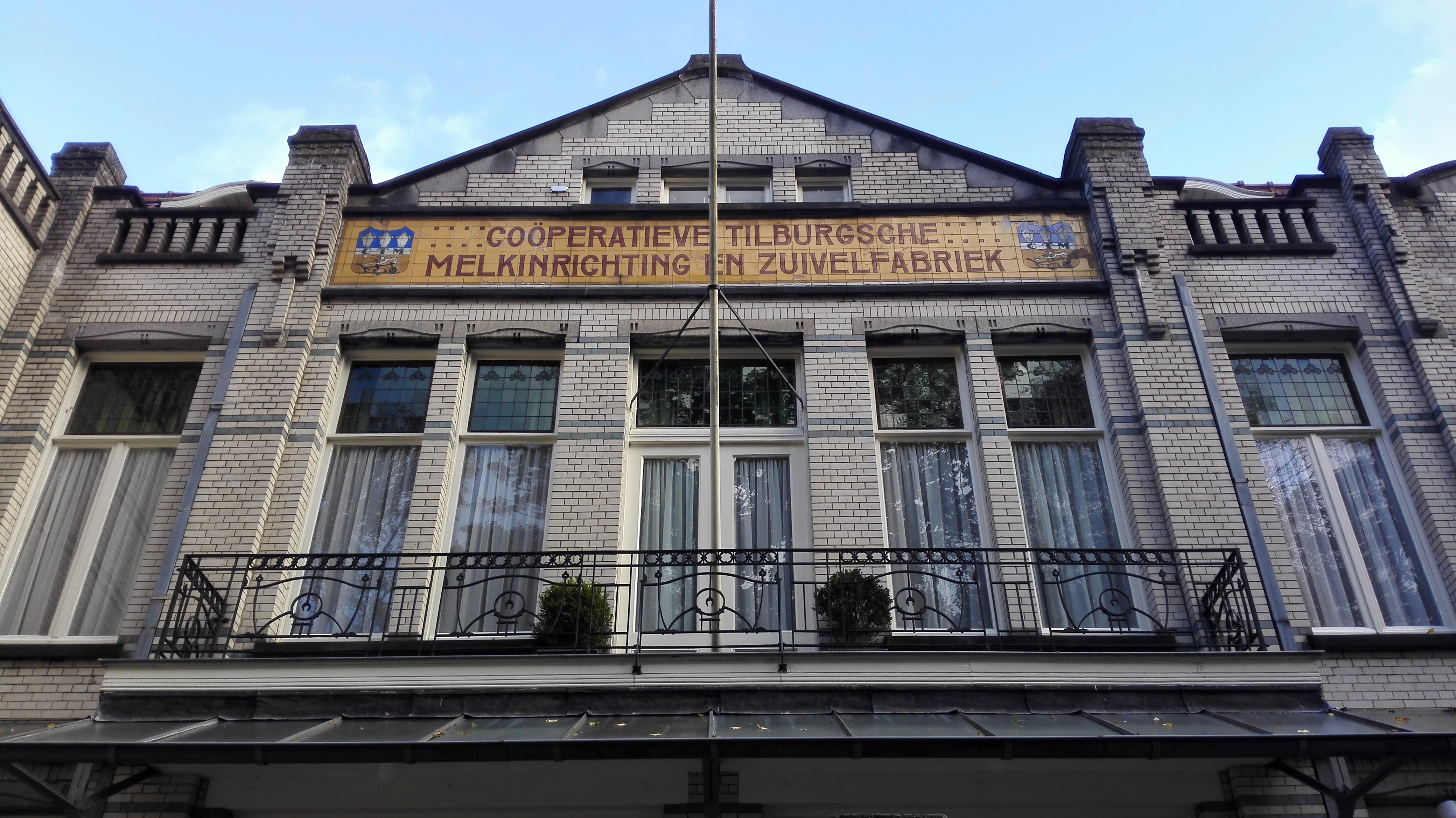
Het naamtableau was verbleekt en gescheurd, maar is bij de restauratie hersteld